# 龙兴街道 (贞丰县)
龙兴街道是中华人民共和国贵州省黔西南布依族苗族自治州贞丰县下辖的一个街道办事处。

## 行政区划
龙兴街道下辖以下村级行政区划单位：
心安处社区、新童村、坪坝村、定塘村、围寨村、五里岗村。